# 文化勋章 (日本)

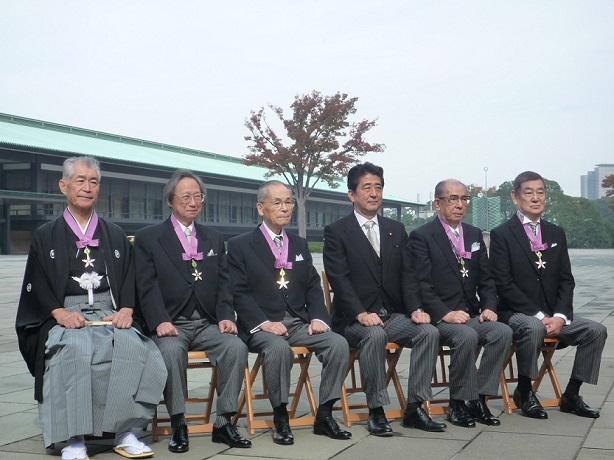
2013年日本文化勋章授勋仪式后受章者与日本首相安倍晋三合影，由左至右分别为本庶佑、中西进、高木圣鹤、安倍晋三、岩崎俊一、高仓健

文化勳章，是日本授與在科學技術與藝術文化的發展提升有顯著功績者的勳章。由當時的首相廣田弘毅提案，於1937年2月11日頒布的「文化勳章令」（昭和12年敕令第9號）制定。

## 授與式
授與式在每年11月3日的文化日於皇居「松之間」進行，由天皇親自授與。另外，以前授與舊制勳二等以下都是在宮中進行傳達式，但是現在只要是大綬章（舊制勳一等）以下全都改由天皇親自授與。

## 受章者選拔手續
由文化廳文化審議會設置文化功勞者選考分科會的意見與文部科學大臣的推薦，內閣府賞勳局省查，內閣會議決定。文化勳章受章候選人推薦大要（內閣總理大臣決定，內閣會議報告）這樣寫著，由文部科學大臣針對文化發展相關功績有卓越貢獻的文化功勞者選拔，每年向內閣總理大臣推薦大約5人。但是在文化功勞者以外的人，在必要的情況下也有被選拔的可能（在此情況下，其資格由文化功勞者決定）。
依照慣例，每年未曾受勳的諾貝爾獎得主都會授與文化勳章。此慣例是從1973年的諾貝爾物理獎得主江崎玲於奈開始，在隔年受勳之前他並未曾受勳過，此案例一開，之後的諾貝爾獎得主全都比照辦理。在江崎以前的3位受勳者（湯川秀樹、朝永振一郎、川端康成）與利根川進、野依良治、小柴昌俊等諾貝爾獎得主都是先獲得文化勳章才獲獎的。
日裔英籍的2017年諾貝爾文學獎得主石黑一雄未被授予文化勳章，但在翌年獲頒位階更高的旭日重光章。

## 與文化功勞者的關係
文化勳章並不附帶金錢等副獎。依日本國憲法第14條規定（勳章禁止賦予特權）規定，為了表揚對於文化發展提升有貢獻者，特別在1951年創設文化功勞者彰顯制度的特有文化勳章制度，對於在這之前還存活的文化功勞者，以及之後的文化功勞者一體適用，而文化勳章受章者，依照文化功勞者年金法給予終身年金。
雖然是制度上特有的制度設計，但是實際的運用上將勳章受章者與文化功勞者完全比照，可能與日本國憲法有所牴觸，文化勳章受章者應該是特別的，是為了選拔勳章受章者以外的其他彰顯文化功勞者而實施運用的。1979年以後，文化勳章受章者的原則改以從前年度文化功勞者中選拔。

## 勳章設計
勳章以柑橘片花瓣包圍中心的三個巴型的勾玉相配。「鈕」的造型使用柑橘的果實與葉子。在「綬」部分為淡紫色。由東京藝術大學教授畑正吉設計。在最初的設計曾考慮使用櫻花，但是昭和天皇認為「櫻花散落後就沒有價值了，文化應該是永遠的」因此設計改以常綠樹的柑橘。

## 辭退者
- 河井寬次郎（陶藝家。1955年辭退。人間國寶，對日本藝術院會員的推薦也同樣辭退）
- 熊谷守一（畫家。1968年）
- 大江健三郎（小說家。1994年諾貝爾文學獎得主。以慣例將文化勳章授與文化功勞者，以「不接受凌駕於民主主義之上的權威與價值觀」拒絕）
- 杉村春子（女演員。1995年）

## 死後追贈
與原則上只授與存活者及諾貝爾獎得主不同，實際上並沒有禁止追贈逝世者的規定。
原則上，勳章是在世者在榮典上受勳時別在衣服上的。但是，在過去也有以下的例子。
- 六代目尾上菊五郎 - 歌舞伎演員，1949年7月逝世
- 牧野富太郎 - 植物學家，1957年1月逝世

但是，牧野富太郎之後的50年都沒有進行死後追贈，以後死後追贈的方式實施可能性已經降低。
可是隨後出現以下的例子。
- 荻須高德 - 西洋畫畫家，1986年10月逝世

1986年的文化勳章受章者荻須高德原本在10月上旬已經內定了，於公佈之前在10月14日過世，結果就變成追贈的方式。之後，內定的文化勳章受章者，若在公佈之前就過世的情況下，就有追贈的可能。

## 例外的受章者
人類第一次登陸月球的阿波羅11號3名太空人到世界各國訪問時，日本政府授與文化勳章。
各國都有授與最大等級的勳章，但日本勳章制度的勳一等跟勳二等是專門授與政要，所以要授與太空人們是不可能的，顯見日本制度中相同等級勳章的授與對於外國的待遇缺少平衡，窮極一時的做法，就是授與並沒有等級區別的文化勳章。
這次的文化勳章授與，並無顯著的文化功勞者，沒有進行在宮中進行傳達式，也沒有經過選考委員會的選拔，如此對外國人是極為破例。

## 相關
- 文化功勞者
- 日本文化勳章獲得者列表

## 外部連結
- （日語）日本の勲章・褒章